# Pyrrhus' invasie van de Peloponnesos
Pyrrhus' invasie van de Peloponnesos in 272 v.Chr. was een invasie in Zuid-Griekenland door Pyrrhus, de koning van Epirus. Hij stond tegenover Macedonië en een coalitie van Griekse poleis, waarvan Sparta de bekendste was. De oorlog eindigde in een overwinning voor Macedonië en Sparta.
Nadat hij in de Pyrrhische Oorlog was verslagen door de Romeinse Republiek besloot Pyrrhus om zijn aandacht nu te richten op Griekenland. Hij verklaarde de oorlog aan Antigonos Gonatas van Macedonië, versloeg hem in een snelle veldtocht en riep zichzelf uit tot koning van Macedonië. In 272 v.Chr. ging Pyrrhus ermee akkoord om de afgezette Spartaanse prins Cleonymus te helpen om hem van de Spartaanse troon te verzekeren.
Pyrrhus marcheerde met zijn leger door Centraal-Griekenland en toen hij de Peloponnesos bereikte, viel hij Sparta aan. De stad werd op dat moment amper verdedigd omdat het grootste deel van haar leger met koning Areus I naar Kreta was vertrokken. De Spartanen, onder leiding van kroonprins Acrotatus, konden de aanvallen van Pyrrhus enige tijd tegenhouden totdat Macedonische versterkingen en Areus' leger aankwamen om de verdedigers te ontzetten.
Na de aankomst van de ontzettingsmacht hief Pyrrhus het beleg op en maakte zich klaar om in Laconië te overwinteren. Maar hij werd door een burger uit Argos aangesproken, die om zijn hulp vroeg om de regering van Argos omver te werpen. In de hoop hier voordeel uit te halen trok Pyrrhus met zijn leger naar Argos, onderweg constant aangevallen door de Spartanen. Toen hij Argos onder de dekking van de nacht probeerde te veroveren, werd hij door zijn tegenstanders uit Argos aangevallen. In de hieropvolgende gevechten sneuvelde Pyrrhus. Zijn dood zorgde ervoor dat zijn leger capituleerde en dat de hegemonie van Macedonië werd hersteld over Griekenland.

## Achtergrond

Overzicht van de Pyrrhische Oorlog

Omdat de Griekse polis Tarentum de hulp vroeg van Pyrrhus viel hij Italië binnen met een leger bestaande uit 25.000 man en 20 oorlogsolifanten. Het doel van de expeditie was om de uitbreidingsdrang van de Romeinse Republiek tegen te gaan. Omdat deze sterk bezig was geweest om de Griekse poleis van Magna Graecia te annexeren. Toen hij aankwam in Italië in 280 v.Chr. nam Pyrrhus de leiding over een leger bestaande uit de Grieken van Magna Graecia. Nadat hij deze legers had toegevoegd aan zijn eigen leger, kon hij de Romeinen verslaan in de slag bij Heraclea. Deze overwinning zorgde ervoor dat er een aantal Italische volkeren zoals de Samnieten en de Lucaniërs naar hem overliepen. Pyrrhus marcheerde daarom naar Rome en in de slag bij Asculum versloeg hij een ander Romeins leger.
Ondanks het feit dat hij de Romeinen had verslagen in deze veldslagen, had Pyrrhus zware verliezen geleden. Omdat zijn Italische bondgenoten begonnen te aarzelen, stopte hij zijn veldtocht tegen Rome. Op dit moment had Pyrrhus twee opties. Ten eerste kon hij terugkeren naar Griekenland waar de troon van Macedonië leeg was gebleven na de dood van koning Ptolemaeus Ceraunus door de Gallische invasie in Griekenland. Pyrrhus had al even kort aanspraak gemaakt op de Macedonische troon en kort had bezet van 287 tot 285 v.Chr. Als tweede optie kon hij de Griekse steden op Sicilië helpen die zijn hulp vroegen om de Carthagers te verslaan.
Uiteindelijk besloot Pyrrhus in 278 v.Chr. om zijn leger te gebruiken in de oorlog tegen de Carthagers op Sicilië. Pyrrhus' veldtocht in Sicilië was zeer succesvol en hij kon hen al snel terugdrijven naar het fort Libyaeum, op het uiterste westpunt van Sicilië. Ondanks deze overwinningen begon Pyrrhus' gedrag de Sicilianen sterk te irriteren en daarom verliet hij Sicilië. Hij keerde terug naar Rome en viel het Romeinse leger aan bij Beneventum, maar deze veldslag bleef onbeslist. Daarom keerde hij terug naar Epirus. Hoewel Pyrrhus een garnizoen achterliet in Tarentum, gaf de stad zich over in 272 v.Chr. aan Rome.

## Oorlog tegen Macedonië
Toen hij teruggekeerd was naar zijn vaderland bevond Pyrrhus zich in een lastige positie. Zijn vertoeven in Italië had de schatkist geleegd en zijn leger verzwakt, wat hem afhankelijk maakte van zijn Siciliaanse huurlingen die veel geld vroegen. Om geld te kunnen krijgen om zijn troepen te kunnen betalen, plande Pyrrhus een oorlog tegen Antigonos II Gonatas, de nieuwe koning van Macedonië. Volgens Pyrrhus was de oorzaak van deze oorlog het feit dat Antigonos hem niet had willen steunen in zijn oorlog tegen Rome. Pyrrhus viel Macedonië binnen in de lente van 274 v.Chr. met een leger bestaande uit 8.000 infanterie en 500 cavalerie, maar hun aantal werd nog aangevuld door Gallische huurlingen.
In het begin had Pyrrhus zijn invasie van Macedonië gezien als een kans om het gebied te plunderen. Toen hij echter vele steden had kunnen innemen en er 2.000 Macedonische soldaten naar hem waren overgelopen veranderde hij zijn doel in het veroveren van de Macedonische troon. Antigonos marcheerde met zijn leger naar West-Macedonië en viel Pyrrhus aan bij de Aous. Pyrrhus begon de veldslag met het vernietigen van Antigonos' Gallische achterhoede. Gedemoraliseerd door deze plotselinge tegenslagen liepen de Macedonische phalangisten over naar Pyrrhus. Antigonos kon ontsnappen naar Thessaloniki met een kleine eenheid cavalerie. Hij kon zich hier verschansen, verdedigd door zijn sterke vloot die hem in staat stelde om zijn bezittingen in Zuid-Griekenland te behouden.
Antigonos' vlucht zorgde ervoor dat Pyrrhus de volledige controle over het Macedonië en Thessalië. Maar niet heel Macedonië had zich overgegeven aan de Epirotische koning en hij was gedwongen om zijn generaal, de Spartaanse prins Cleonymus op weg te sturen om Edessa te veroveren. Hoewel hij in het begin werd verwelkomd met enthousiasme door de Macedoniërs, werd hij vervreemd door hen omdat zijn Gallische troepen de koninklijke Macedonische tombes te Aigai hadden geplunderd. In 274/273 v.Chr. verzekerde Pyrrhus zich van de verovering van Macedonië en keerde terug naar Epirus, en hij liet Ptolemaeus achter in het zopas veroverde koninkrijk om het te besturen.

## Mars naar de Peloponnesos

Kaart van de Peloponnesos. Pyrrhus marcheerde van Achaea naar het noorden van Sparta voor hij terugkeerde naar het noordoosten naar Argos.

Na zijn overwinning op de Macedoniërs werd Pyrrhus benaderd door zijn officier Cleonymus. De Spartaan overtuigde de Epirotische koning om hem te helpen om de controle over zijn vaderland te verkrijgen. Cleonymus' reden om Sparta aan te vallen was tweedelig. Ten eerste was hij boos dat hij over het hoofd was gezien voor het koningschap van Sparta ten voordele van zijn neef, Areus II. Volgens Plutarchus was de reden hiervoor dat Cleonymus een erg gewelddadig karakter had. Verder was Cleonymus het middelpunt van spot geworden in Sparta door het feit dat zijn vrouw, Cheilonis, een affaire had met Acrotatus, de zoon van Areus.
Pyrrhus' reden om met dit voorstel akkoord te gaan is iets complexer. Door Cleonymus op de troon te zetten, zou de Epirotische koning Sparta als een bondgenoot hebben. Bovendien zou Pyrrhus door de Peloponnesos aan te vallen de steden die loyaal waren gebleven aan Antigonos kunnen onderwerpen. Zo zou hij Antigonos kunnen verhinderen om het schiereiland te gebruiken als een basis waaruit hij een tegenaanval op Macedonië kunnen organiseren. De grootte van zijn leger geeft aan dat het Pyrrhus' intentie was om zijn hegemonie uit te breiden in de Peloponnesos. De koning verzamelde een leger bestaande uit 25.000 man infanterie en 2.000 cavalerie waarbij er nog 24 oorlogsolifanten werden toegevoegd. In 272 v.Chr. marcheerde Pyrrhus' leger door Centraal-Griekenland naar de stad Pleuron in Aetolië, van waaruit Pyrrhus het de Golf van Korinthe liet oversteken, naar de Peloponnesos. Dit toont aan dat de invasie werd gesteund door de Aitolische Liga, een machtige confederatie in Centraal-Griekenland dat zich vijandig gedroeg tegenover Antigonos.
Antigonos probeerde om Pyrrhus' afwezigheid in Macedonië uit te buiten door een invasie te lanceren om zijn koninkrijk te heroveren. Zijn aanval op Macedonië echter was onsuccesvol omdat hij werd verslagen in een veldslag door Pyrrhus' zoon, Ptolemaeus. Onverstoord door Antigonos aanval marcheerde Pyrrhus de Peloponnesos binnen waar hij verwelkomd werd in Achaea. Het Epirotische leger marcheerde naar Megalopolis, een Peloponnesische stad die aan de grens van Sparta lag. Verschillende van Sparta's buren, zoals Megalopolis, Elis en veel van de Achaeïsche poleis, steunden Pyrrhus' veldtocht omdat ze zouden profiteren van de afname van Sparta's macht in de regio. Terwijl zijn leger zich in Megalopolis bevond, ontving Pyrrhus ambassadeurs uit Messene, Athene, de Achaeïsche Bond en Sparta zelf. Pyrrhus kon de ambassadeurs uit Sparta echter bedriegen. Hij vertelde hen dat hij was gekomen om de steden die onder Antigonos' controle vielen te bevrijden en dat hij hoopte dat hij zijn zonen naar Sparta kon sturen om hen een opvoeding in de agoge te geven. Toen de gezanten echter terugkeerden naar Sparta viel Pyrrhus Laconië binnen. Hij ging naar het zuiden, waarbij hij de stroom van de Eurotas volgde en de landen van de Spartaanse Perioiken vernielde. Op dit moment stuurde Pyrrhus Cleonymus ook als commandant eropuit om de stad Alifeira in Elis als de stad Zarax te veroveren. Pyrrhus' verraad werd met woede ontvangen in Sparta en er werden onmiddellijk nieuwe ambassadeurs naar hem gestuurd om hem terecht te wijzen.

## Beleg van Sparta

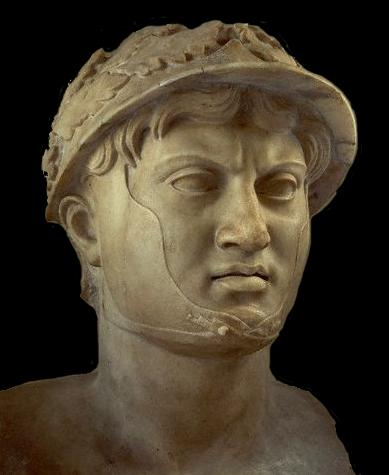
Een buste van Pyrrhus. Pyrrhus' ambitie en roekeloosheid leidden uiteindelijk tot zijn dood in Argos.

De Spartanen waren niet voorbereid op Pyrrhus' invasie. Areus had het grootste deel van het Spartaanse leger meegenomen naar Kreta, waar hij een veldtocht hield tegen Gortyna, op vraag van het Ptolemaeïsche Egypte. Het resultaat was dat het dorp niet goed verdedigd was. Toen Pyrrhus aankwam bij Sparta op het moment dat de nacht inviel, raadde Cleonymus hem aan om de stad onmiddellijk aan te vallen. De Epirotische koning echter weigerde omdat hij vreesde dat zijn Gallische troepen te veel schade zouden doen als ze de stad zouden binnenkomen in de nacht en bovendien verwachtte hij dat de stad zich zou overgeven in de ochtend omdat ze zo slecht verdedigd was.
De Spartaanse raad van Ouderen, de Gerousia, suggereerde dat de Spartaanse vrouwen naar Kreta moesten gezonden worden voor hun veiligheid. Ze werden dit echter afgeraden door Arachidamia, de vroegere koningin van Sparta en de grootmoeder van de Spartaanse koning Eudamidas II, die hen overtuigde dat de vrouwen konden helpen om de stad te verdedigen. De verdedigers groeven diepe greppels om de olifanten tegen te houden en beschermden hun flanken met karren om de Epirotische aanval te hinderen. Er werden ook boodschappers gestuurd naar Areus om hem te vragen om terug te keren en om hulp te vragen aan Antigonos, ondanks het feit dat Sparta en Macedonië vroeger elkaar vijandig gezind waren.
Pyrrhus lanceerde zijn eerste aanval tegen de stad bij het krieken van de dag. Ze konden echter niet doorbreken door de greppel en werden teruggedreven door de verdedigers, die aangemoedigd werden door de vrouwen. Om dit obstakel te vermijden beval Pyrrhus 2.000 uitgekozen om rond de greppel te gaan. Ze zagen dat hun pad echter was geblokkeerd door de karren, en daarom begonnen ze ze weg te duwen. Acrotatus, die besefte dat hij in gevaar was, viel de Galliërs aan en dreef hen in de greppel, waardoor ze hen zware verliezen bezorgden. Omdat hij niets had bereikt met zijn aanval, beval Pyrrhus zijn troepen om zich terug te trekken.

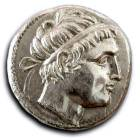
Een muntstuk waarop koning Areus van Sparta staat afgebeeld, door wiens aankomst Sparta werd gered van Pyrrhus.

Nadat hij een gunstig teken had ontvangen tijdens de nacht hernam Pyrrhus zijn aanval. Doordat de Spartanen te weinig soldaten hadden hielpen de Spartaanse vrouwen met het verdedigen van de stad door projectielen te gooien en door de gewonden weg te dragen. In een poging om het Spartaanse voordeel teniet te doen, probeerden de Epiroten om de greppels op te vullen met puin en lichamen maar konden dit niet doen door een aanval van de Spartanen. Pyrrhus leidde zelf de aanval die als antwoord diende op deze tegenaanval en kon een doorbraak forceren en zo de stad binnenkomen, waardoor hij paniek zaaide onder de verdedigers. Op dit moment werd hij echter van zijn paard geworpen doordat het gewond was geraakt in de buik door een werpspeer. Pyrrhus' val bracht zijn cavalerie in ontzetting, waardoor de Spartanen konden aanvallen en veel van hen doden in enkele salvo's van projectielen. Ondanks deze gebeurtenissen werd Pyrrhus veilig teruggebracht naar zijn kamp.
Door deze onsuccesvolle aanval besloot Pyrrhus om zijn leger te laten terugtrekken naar het kamp. Hij verwachtte nu dat de Spartanen wilden onderhandelen over hun overgave omdat hun verliezen het onmogelijk zouden maken om de stad te verdedigen. Maar Sparta werd gered door de aankomst van onverwachte versterkingen. In de tussentijd had Antigonos een nieuw offensief in Noord-Griekenland gelanceerd om zijn koninkrijk te heroveren en kon Pyrrhus' garnizoenen in Macedonië verdrijven. Nadat hij zijn koninkrijk had heroverd, ging Antigonos zuidwaarts naar de Peloponnesos, waarbij hij waarschijnlijk de zeeroute gebruikte om een confrontatie met de Aitolische Liga te vermijden. Toen hij aankwam in Korinthe zond hij zijn generaal Ameinas met een groep huurlingen naar Sparta om de verdedigers te helpen. De aankomst van de Macedonische huurlingen werd kort daarna gevolgd door de aankomst van Areus uit Kreta met 2.000 man. Aangemoedigd door de aankomst van deze versterkingen maakten de verdedigers zich klaar om Pyrrhus' volgende aanval te weerstaan. Pyrrhus lanceerde nog een laatste aanval in de ochtend maar werd teruggedreven. Overtuigd van de zinloosheid van deze operatie hief hij het beleg op.

## Mars naar Argos

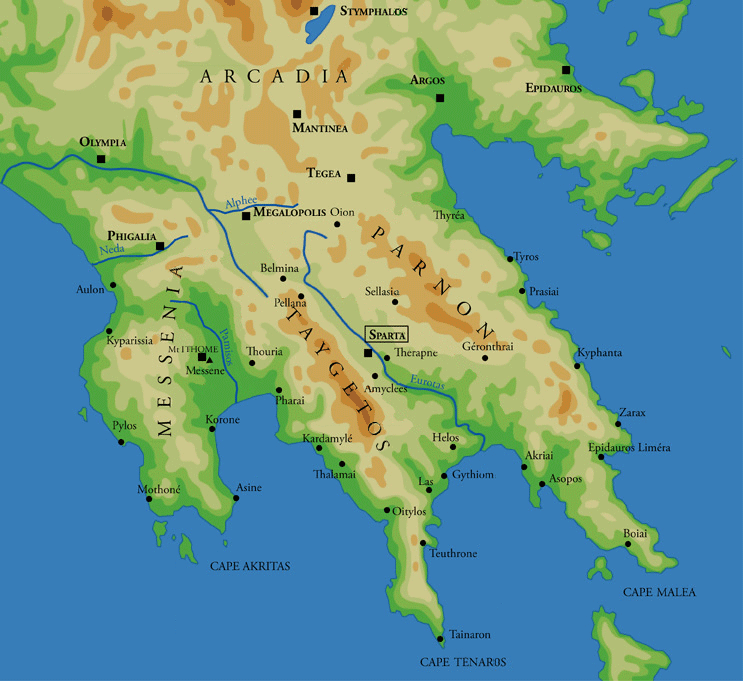
Een kaart van het zuiden van de Peloponnesos

Pyrrhus trok zich terug met zijn leger naar het Laconische platteland met het opzet om hier te overwinteren voor een andere poging te ondernemen om Sparta in te nemen. Toen hij echter het nieuws ontving dat Antigonos naar Argos aan het marcheren was om Pyrrhus in een hinderlaag te lokken, ging ook hij naar Argos.
Pyrrhus' mars naar Argos ging niet vlot en zijn leger werd telkens aangevallen door Spartaanse troepen geleid door Areus. Door hinderlagen op te zetten en strategische posities in te neme langs de route van het leger konden de Spartanen zware verliezen veroorzaken in Pyrrhus' gelederen. Vooral de Galliërs en de Molossen werden sterk uitgedund. In een poging om het moraal van zijn leger te herstellen, vroeg Pyrrhus zijn zoon Ptolemaeus om hem te helpen met het leiden van zijn leger. Hij hoopte dat de aanwezigheid van zijn zoon onder de troepen hun moraal zou opkrikken. De plaats waar Ptolemaeus zich echter bevond werd aangevallen door een Spartaanse divisie onder leiding van Evaclus. In het daaropvolgende gevecht sneuvelde Ptolemaeus waardoor zijn overige troepen op de vlucht sloegen. De overwinnende Spartanen volgden de vluchtende achterhoede totdat ze tegengehouden werden door de andere Epirotische infanterie.
Toen hij hoorde van de dood van zijn zoon en de instorting van zijn achterhoede, riep Pyrrhus zijn cavalerie bijeen en viel de Spartanen aan. In het gevecht dat volgde doodde Pyrrhus de Spartaanse leider en kon de achtervolgende Spartanen vernietigen. Na deze schermutseling marcheerde zijn leger verder naar Argos. Maar toen hij aankwam in de stad, zag hij dat Antigonos eerder was aangekomen en sloeg zijn kamp op buiten de stad. Pyrrhus probeerde om Antigonos tot een veldslag te verleiden bij Argos maar de Macedonische koning bleef waar hij was. De Argiven zonden ambassadeurs naar beide koningen, waarbij ze hen smeekten om te respecteren dat de stad neutraal bleef.

## Slag bij Argos

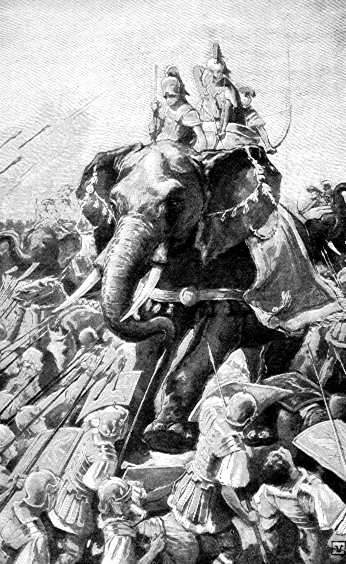
Een afbeelding van Pyrrhus en zijn oorlogsolifanten. Hij bracht 24 olifanten mee om de Peloponnesos in te vallen. Het gebruik van de olifanten leidde echter tot Pyrrhus' dood.

Tijdens de nacht kon Pyrrhus Argos binnengaan. Terwijl Pausanias zegt dat hij dit deed door een aanval, zegt Plutarchus dat de poort de poort open was gebleven voor de koning. Zijn leger werd vertraagd doordat de oorlogsolifanten te groot waren om door de poort te kunnen. Pyrrhus liet ook het grootste deel van zijn leger buiten de stad onder leiding van zijn zoon Helenus. Dit oponthoud gaf de Argiven genoeg tijd om hun citadel, de Aspis, te bereiken en de hulp van Antigonos in te roepen. De Macedonische koning gaf onmiddellijk antwoord door naar de stad te marcheren en een ontzettingsmacht te sturen onder leiding van zijn zoon Halcyoneus.
De situatie werd nog slechter voor Pyrrhus toen Areus Argos binnenkwam met een leger van 1.000 lichtbewapende Kretenzers en Spartanen. De Argiven, geholpen door hun Spartaanse en Macedonische bondgenoten, lanceerden een tegenaanval op Pyrrhus' Gallische troepen op de agora en brachten hen in paniek. Door het labyrintachtige straatplan van de stad en de duisternis, werden zowel Pyrrhus' troepen als die van zijn vijanden verspreid doorheen Argos. Het gevolg hiervan was dat Pyrrhus niet efficiënt zou kunnen communiceren om zijn leger te leiden. Omdat hij de moeilijkheid van de situatie begreep, beval Pyrrhus zijn leger om zich terug te trekken van Argos toen de dag aanbrak.
Omdat hij begreep dat de poorten te smal waren voor zijn leger om de stad te kunnen verlaten in een ordelijk gelid, beval Pyrrhus Helenus om een deel van de muur neer te halen en om zich klaar te maken voor een vijandelijke tegenaanval tegen zijn terugtrekkende soldaten. Maar de instructies die zijn boodschapper bracht waren onduidelijk en in plaats van de terugtocht te organiseren, marcheerde Helenus met de rest van het leger naar Argos. Doordat de troepen door de poort moesten gaan, werd Pyrrhus' uitweg geblokkeerd. De wanorde werd nog verergerd toen Pyrrhus' grootste olifant viel en de poort blokkeerde en een andere olifant razend rondliep omdat zijn berijder was gesneuveld. Het gewicht van de vijandelijke aanval duwde Pyrrhus en zijn leger van de agora en dwong hen om te vechten in de smalle straat die naar de poort leidde. In het gevecht dat volgde, werd Pyrrhus verwond door een speer. Toen Pyrrhus zich omkeerde om zijn aanvaller te doden, werd hij op zijn hoofd geraakt door een dakpan, geworpen door de moeder van zijn aanvaller. Pyrrhus werd ofwel gedood door de kracht van de impact van de dakpan, ofwel doordat nadat hij van zijn paard was gevallen onthoofd werd door een van Antigonos' Macedonische soldaten, Zopyrus. Pyrrhus' hoofd werd door Halcyoneus naar Antigonos gebracht, die zijn ontzetting toonde toen hij het zag en zijn zoon zijn barbaarse gedrag verweet. Door de dood van Pyrrhus verbrokkelde de weerstand van zijn leger en Antigonos accepteerde de overgave van Helenus, en gaf hem Pyrrhus' lichaam om het te begraven.

## Nasleep
De expeditie naar de Peloponnesos was een ramp voor de Epirotische ambities. Hoewel Antigonos Helenus toeliet om terug te keren naar zijn vaderland met het overblijfsel van zijn leger, had Epirus geen macht meer. Pyrrhus' zoon en opvolger, Alexander II van Epirus kreeg genereuze voorwaarden van de Macedonische koning. Epirus kon Pyrrhus' veroveringen van Tymphaea, Parauaea en Atintania in West-Macedonië. Antigonos besefte dat een onafhankelijk Pyrrhus essentieel was om als een verdediging tegen de Illyriërs in het noorden te dienen.
Antigonos kwam uit dit conflict als de onbetwiste heerser van Macedonië en de leidende macht in Griekenland. Na zijn overwinning in Argos kon Antigonos Aristippos aanstellen als tiran van de stad en stelde verschillende pro-Macedonische leiders aan als tirannen in andere Griekse steden. Zijn steun aan de tirannen zou leiden tot de groeiende wrok van de Griekse steden tegen Macedonië. Op zijn reis naar Macedonië, plaatste Antigonos garnizoenen in Chalcis en Eretria op het belangrijke eiland Euboia met als resultaat dat hij zijn macht in Griekenland nog verder kon uitbreiden. De Spartaans-Macedonische alliantie bleek vergankelijk te zijn. Boos door de suprematie en ambitie van Macedonië vormde Areus een coalitie met verschillende Griekse poleis, waarvan de bekendste Athene is. In de Chremonideïsche Oorlog sneuvelde Areus door zijn vroegere bondgenoot Antigonos in een slag op de Isthmus van Korinthe. De oorlog einde in een nederlaag voor Sparta die zo verpletterend was dat Sparta bijna geen macht meer had tot de heerschappij van Cleomenes III dertig jaar later.

## Antieke bronnen
- Pausanias, Graeciae descriptio.
- Plutarchus, Pyrrhus.

## Moderne Bronnen
Dit artikel of een eerdere versie ervan is een (gedeeltelijke) vertaling van het artikel Pyrrhus' invasion of the Peloponnese op de Engelstalige Wikipedia, dat onder de licentie Creative Commons Naamsvermelding/Gelijk delen valt. Zie de bewerkingsgeschiedenis aldaar.
- Cartledge, Paul, Spawforth, Antony (1989). Hellenistic and Roman Sparta: A tale of two cities. Routledge, Londen. ISBN 0-415-03290-3.
- Cross, Geoffrey (2015). Epirus. Cambridge University Press, Cambridge. ISBN 9781107458673.
- Fox, Robert Lane (2006). The Classical World. Penguin Books, Maryborough. ISBN 978-0-14-103761-5.
- Green, Peter (1993). Alexander to Actium: The Historical Evolution of the Hellenistic Age. University of California Press, Los Angeles. ISBN 0-500-01485-X.
- Hammond, N. G. L. (1988). A History of Macedonia: 336–167 BC. Oxford University Press, Oxford. ISBN 0198148151.
- Pomeroy, Sarah (2002). Spartan Women. Oxford University Press, Oxford. ISBN 0-415-03290-3.
- Walbank, F. W. (1984). The Cambridge Ancient History, Volume 7, Part 1: The Hellenistic World. Cambridge University Press, Cambridge.
- Wylie, Graham (1999). Pyrrhus Πολεμιστής. Latomus 58 2 (Societe d'Etudes Latines de Bruxelles).